# VW Tacqua

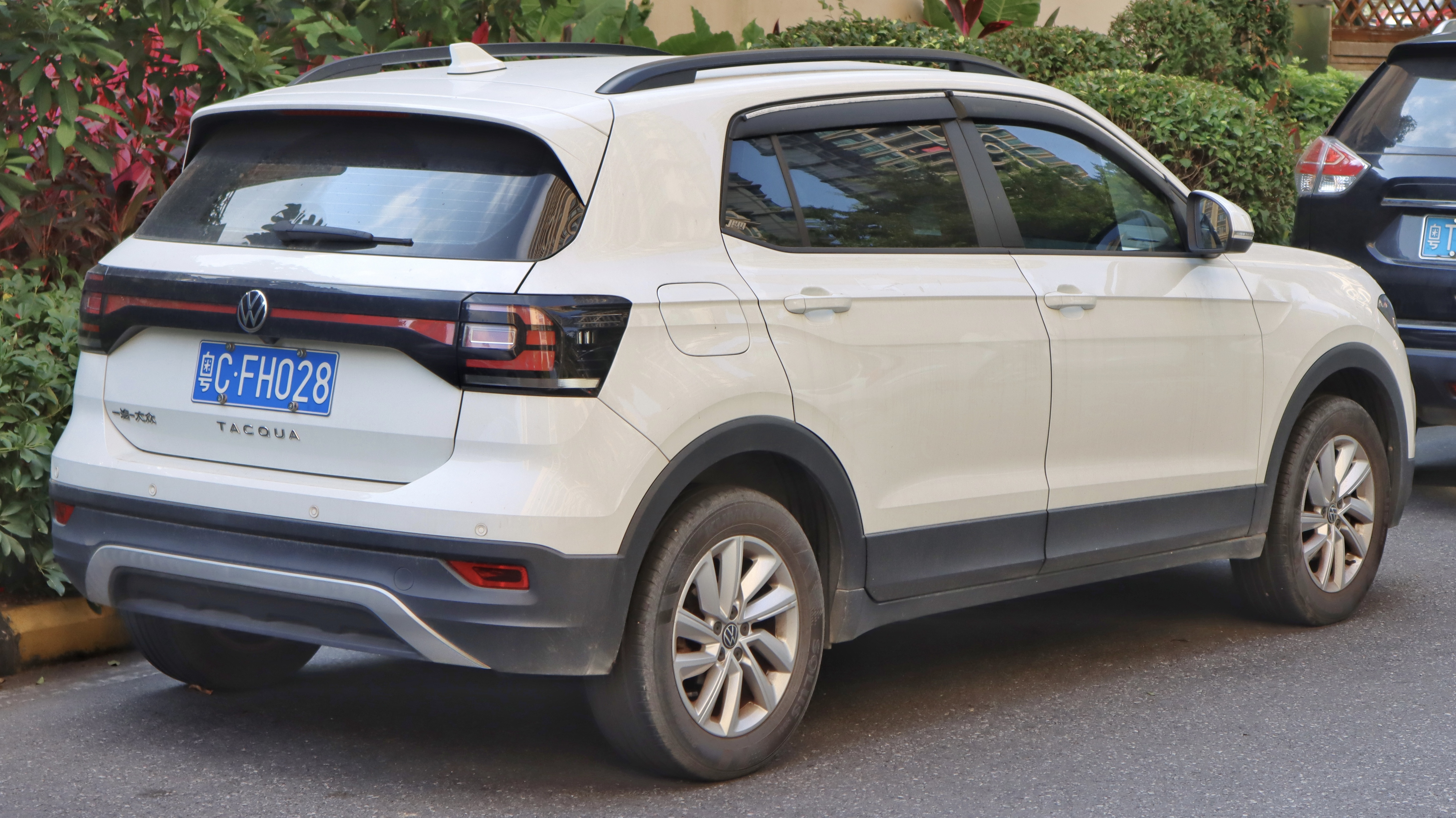
Heckansicht

Der VW Tacqua ist ein Kompakt-SUV des chinesischen Gemeinschaftsunternehmens FAW-Volkswagen.

## Geschichte
Anfang November 2019 wurde das Fahrzeug in China vorgestellt. Der Verkauf startete noch im selben Monat auf der Guangzhou Auto Show. Das SUV ist nahezu baugleich zur chinesischen Version des VW T-Cross. Diese wird jedoch nicht von FAW-Volkswagen, sondern von SAIC-Volkswagen gebaut. Im Gegensatz zum in Europa verkauften T-Cross sind die chinesischen Modelle rund zehn Zentimeter länger.
In China wurden somit zwei Modelle der Baureihe angeboten. Diese Marktpositionierung ist in China nicht unüblich, so bieten beispielsweise Toyota den Toyota RAV4 auch als Toyota Wildlander oder Honda den Honda HR-V auch als Honda XR-V an. Auch Volkswagen hat mit dem VW Bora und dem VW Lavida Plus weitere baugleiche Modelle im Portfolio. Als Grund für diese Strategie gelten die regionalen Unterschiede, die zwischen Peking und Shanghai vorzufinden sind. So fokussiert sich FAW-Volkswagen auf den Pekinger Markt im Norden, wo leistungs- und prestigeorientiertere Kunden vorzufinden sind, während sich SAIC-Volkswagen auf fun- und lifestyleorientiertere Kundensegmente, die eher auf dem Shanghaier Markt im Süden anzutreffen sind, fokussiert.

## Technische Daten
Für den Tacqua war wie für den chinesischen T-Cross ein 1,5-Liter-Ottomotor mit 83 kW (113 PS) oder ein 1,4-Liter-TSI-Motor mit 110 kW (150 PS) erhältlich. 2021 folgte ein 1,2-Liter-TSI-Motor mit 85 kW (116 PS).
|                                            | 1.5                              | 200 TSI                          | 280 TSI                          |
| ------------------------------------------ | -------------------------------- | -------------------------------- | -------------------------------- |
| Bauzeitraum                                | 12/2019–09/2023                  | 01/2021–05/2025                  | 12/2019–09/2023                  |
| Motorbaureihe                              |                                  | VW EA211                         | VW EA211                         |
| Motorart                                   | Ottomotor                        | Ottomotor                        | Ottomotor                        |
| Motortyp                                   | Reihenbauart, Direkteinspritzung | Reihenbauart, Direkteinspritzung | Reihenbauart, Direkteinspritzung |
| Zylinder/Ventile                           | 4/16                             | 4/16                             | 4/16                             |
| Motoraufladung                             | –                                | Turbolader                       | Turbolader                       |
| Hubraum                                    | 1498 cm³                         | 1197 cm³                         | 1395 cm³                         |
| max. Leistung bei min−1                    | 83 kW (113 PS) bei 6000          | 85 kW (116 PS) bei 5000          | 110 kW (150 PS) bei 5000–6000    |
| max. Drehmoment bei min−1                  | 145 Nm bei 3900                  | 200 Nm bei 2000–3500             | 250 Nm bei 1750–3000             |
| Antriebsart, Serie                         | Vorderradantrieb                 | Vorderradantrieb                 | Vorderradantrieb                 |
| Antriebsart, Option                        | –                                | –                                | –                                |
| Getriebeart, Serie                         | 5-Gang-Schaltgetriebe            | 7-Stufen-Doppelkupplungsgetriebe | 7-Stufen-Doppelkupplungsgetriebe |
| Getriebeart, Option                        | (6-Stufen-Automatikgetriebe)     | –                                | –                                |
| Leergewicht                                | 1225 kg (1235 kg)                | 1305 kg                          | 1310 kg                          |
| Beschleunigung, 0–100 km/h                 | 12,5 s (13,4 s)                  | 10,6 s                           | 8,3–8,8 s                        |
| Höchstgeschwindigkeit                      | 185 km/h (180 km/h)              | 187 km/h                         | 190–195 km/h                     |
| Kraftstoffverbrauch auf 100 km, kombiniert | 6,0 l Super (5,9 l Super)        | 5,6 l Super                      | 5,7–5,8 l Super                  |
| Tankinhalt                                 | 40 l                             | 40 l                             | 40 l                             |
| Abgasnorm                                  | China VI                         | China VI                         | China VI                         |